# Dendropanax caudatus
Dendropanax caudatus är en araliaväxtart som beskrevs av Fiaschi. Dendropanax caudatus ingår i släktet Dendropanax och familjen Araliaceae. Inga underarter finns listade.